# Zygmunt Mogiła-Lisowski
Zygmunt Leopold Mogiła-Lisowski ps. „Poleszuk”, „Sten” (ur. 15 listopada 1928 w Romanówce w powiecie łuckim, zm. 9 lipca 2016 w Warszawie) – polski działacz kresowy, chemik i polityk, żołnierz Armii Krajowej, więzień niemieckich obozów koncentracyjnych, uczestnik polskiego podziemia antykomunistycznego, przewodniczący Towarzystwa Miłośników Wołynia i Polesia, poseł na Sejm w latach 1991–1993.

## Życiorys
Urodził się w rodzinie ziemiańskiej jako syn Stanisława, oficera Wojska Polskiego i dowódcy organizacji AK Wachlarz w Rawie Ruskiej, oraz Aleksandry z domu Rodziewicz. W latach 1942–1943 więziony w niemieckich obozach koncentracyjnych, przebywał w Groß-Rosen, z którego uciekł. Pod koniec 1943 dołączył do 27 Wołyńskiej Dywizji Piechoty AK, od czerwca 1944 był członkiem oddziału partyzanckiego porucznika Kazimierza Załęckiego w Obwodzie Radom AK. W strukturach 25 Pułku Piechoty AK i 72 Pułku Piechoty AK brał udział w Akcji „Burza”, walcząc z Niemcami pod Stefanowem i Przysuchą. Po wkroczeniu Armii Czerwonej do Polski centralnej pozostał w konspiracji, działając w strukturach Zrzeszenia Wolność i Niezawisłość.
W 1945 aresztowany w Radomiu, po udanej ucieczce ukrywał się w Stalowej Woli. W 1948 zdał egzamin maturalny, po czym podjął studia z chemii na Uniwersytecie Marii Curie-Skłodowskiej w Lublinie. W 1951 ponownie aresztowany, zwolnienie uzyskał pod koniec 1952 na mocy amnestii. W 1954 ukończył studia na UMCS. Pracował w różnych przedsiębiorstwach w Łodzi i Zgierzu. Przeniósł się następnie do Kielc, gdzie kolejny raz został pozbawiony wolności. Łącznie był więziony przez około 5 lat. Po zwolnieniu podjął pracę w przedsiębiorstwie Zelmot w Warszawie, z którym był zawodowo związany do 1991. Ukończył w międzyczasie studia podyplomowe w zakresie techniki wytwarzania maszyn, został też rzeczoznawcą SIMP.
W 1991 został wybrany na posła I kadencji z ramienia Wyborczej Akcji Katolickiej z listy ogólnopolskiej kandydatów w okręgu chełmsko-zamojskim. Należał do Klubu Parlamentarnego Zjednoczenia Chrześcijańsko-Narodowego. W wyborach w 1993 bezskutecznie ubiegał się o reelekcję z ramienia komitetu NOT-Stowarzyszenie Techników w okręgu warszawskim.
Kilkakrotnie bez powodzenia kandydował w kolejnych wyborach parlamentarnych. Z ramienia AWS ubiegał się o mandat poselski w wyborach w 1997 w województwie lubelskim. W wyborach w 2001 kandydował na senatora w okręgu podwarszawskim z ramienia Polskiego Stronnictwa Ludowego, a cztery lata później z poparciem Prawa i Sprawiedliwości w okręgu chełmskim.
W 2006 znalazł się wśród inicjatorów powołania Instytutu Kresowego w Warszawie. Był także prezesem zarządu Towarzystwa Miłośników Wołynia i Polesia oraz członkiem komitetu poparcia Bronisława Komorowskiego przed wyborami prezydenckimi w 2010 i w 2015. W wyborach do Parlamentu Europejskiego w 2014 został kandydatem Ruchu Narodowego, jednak został skreślony z listy po wydruku kart do głosowania.

## Odznaczenia
W 1998, za wybitne zasługi dla niepodległości Rzeczypospolitej Polskiej, za działalność na rzecz pojednania polsko-ukraińskiego, został odznaczony przez prezydenta Aleksandra Kwaśniewskiego Krzyżem Oficerskim Orderu Odrodzenia Polski. W 2007, za wybitne zasługi dla niepodległości Rzeczypospolitej Polskiej, za działalność na rzecz organizacji kombatanckich, prezydent Lech Kaczyński nadał mu Krzyż Komandorski tego orderu.
W 2011 uhonorowany został Nagrodą Miasta Stołecznego Warszawy. W 2012 wyróżniony Medalem „Pro Patria”.